# 潘庆林

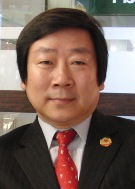

潘庆林（1953年9月28日—），汉族，天津人，中华人民共和国政治人物。任天津市侨联副主席、天津海外联谊会常务理事，第十届、第十一届、第十二届全国政协委员，第八届、第九届中国侨联常委，第七届、第八届天津市侨联副主席，天津市国际友好联络会副会长，蒙古国国立大学政治学名誉博士，天津市滨海新区驻日本国总代表，日本华人华侨创新协会会长，日本《新华时报》会长，中国和平统一促进会理事长，DIP会长。

## 生平
1969年参加军队，在中国海军服役后，1985年自费至日本留学，并与日本女性结婚。1989年归国，在北京市钓鱼台国宾馆办公室任中日业务顾问。在日本工作十几年。
2008年，当选第十一届全国政协委员，代表中华全国归国华侨联合会，分入第二十五组。

## 政见

### 恢复正体字
2009年中國兩會期間，他建議全國用10年時間，分批恢復繁體字，原因有三：

1. 1950年代简化汉字时太粗糙，违背了汉字的艺术和科学性。比如爱字，繁体字裏有个“心”，简化后卻變成“无心之爱”。
2. 以前说繁体字太繁琐，难学难写，不利于传播，但是如今很多人都是用电脑输入，再繁琐的字打起来也一样。
3. 恢复使用繁体字有利于两岸统一。台湾依然用繁体字，并称其为“正体字”。而台灣為“正体字”申请非物质文化遗产則给大陸方面造成了压力。

至今，對於中國大陸應否恢復繁體漢字仍是一個受到熱議的爭論話題。

### 打击广东三非黑人
2017年，潘慶林於3月3日在中國人民政治協商會議第十二屆全國委員會第五次會議上提交一份名為《建議國家從嚴從速全力以赴解決廣東省非洲黑人群居的問題》的提案，認為非洲裔外國人「三非」(非法入境、非法居留、非法工作)對國內造成嚴重的社會治安問題、公共衛生問題與民族種族問題等重大隱患。

## 著作
- 《世界需要中国，中国需要习近平》，潘庆林著，日本新华时报社，2018年3月25日出版